# Daphne Hasenjäger
Pour les articles homonymes, voir Hasenjaeger.
Daphne Lilian Evelyn Hasenjäger, née Robb le 2 juillet 1929, est une athlète sud-africaine spécialiste des épreuves de vitesse que sont le 100 mètres et 200 mètres, dont la carrière se déroule de la fin des années 1940 au début des années 1950. Elle remporte le 22 juillet 1952, lors des Jeux olympiques d'été d'Helsinki, la médaille d'argent sur l'épreuve du 100 mètres. Il s'agit de l'unique médaille olympique de l'histoire remportant par une Africaine sur cette distance.
Elle prend part à deux éditions des Jeux olympiques en 1948 et 1952 sur les mêmes distances que sont le 100 mètres et 200 mètres. Elle remporte également une médaille de bronze aux Jeux de l'Empire britannique de 1950 à Auckland sur la distance du 220 yards.

## Biographie
Daphne Robb se découvre dans sa jeunesse un talent certain pour les épreuves de vitesse. Elle s'entraîne ainsi avec les hommes pour repousser ses limites et de manière précoce fait des coups d'éclats.

### 1948: Première participation aux Jeux olympiques
À ses dix-neuf ans, Daphne Robb prend part à ses premiers Jeux olympiques sur les distances du 100 mètres et 200 mètres. Sur le 100 mètres, elle est l'unique Africaine à disputer cette épreuve. elle se qualifie pour la demi-finale. Dans cette dernière, elle échoue à la troisième place de sa série derrière Patricia Jones et Dorothy Manley et est éliminée. Sur le 200 mètres, toujours unique Africaine de l'épreuve, elle remporte facilement sa série devant Shirley Strickland en battant le record olympique avec un temps de 25 s 3 puis prend la troisième qualificative pour la finale en demi-finale. la Néerlandais Fanny Blankers-Koen bat le jour même son record olympique en demi-finale. En finale, composée de six finalistes, Hasenjäger prend la sixième et dernière place.

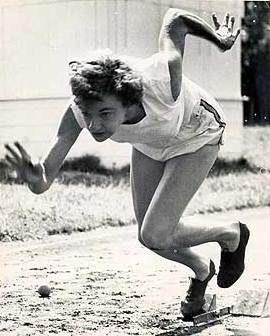
Marjorie Jackson prive Hasenjäger du titre olympique de 1952 srur le 100 mètres.

### 1952: Vice-championne olympique du 100 mètres à Londres
Quatre années après sa première participation aux Jeux olympiques d'été de Londres, Daphne Hasenjäger se présente de nouveau sur ses deux distances de prédilection : le 100 mètres et 200 mètres. Âgée de 23 ans, elle concoure pour le 100 mètre les 21 et 22 juillet 1952. Elle domine sa série, son quart de finale et sa demi-finale en s'imposant à chacun des tours. Arrivée en finale, elle est l'unique femme à s'être insérée entre les trois meilleures Australiennes en remportant la médaille d'argent derrière Marjorie Jackson et devant Shirley Strickland. Il s'agit de la première et unique médaille olympique d'une Africaine sur cette distance dans l'histoire des Jeux olympiques.
Les 25 et 26 juillet 1952, elle prend part au 200 mètres. Vainqueure de sa série, elle termine troisième de sa demi-finale, la qualifiant pour sa deuxième finale de cet olympiade. Composée de six sprinteuses, Hasenjäger à la sortie du virage est troisième mais finit la course désunie et ne se contente que de la sixième et dernière place de la finale remportée par l'Australienne Jackson, déjà vainqueure du 100 mètres. Elle réalise au cours de la finale son plus mauvais temps de ses trois courses de 200 mètres.

## Palmarès

### Compétitions mondiales
| Épreuve | Édition                        | Édition                    | Édition          | Édition | Édition | Édition |
| Épreuve | JO Londres 1948                | Commonwealth Auckland 1950 | JO Helsinki 1952 |         |         |         |
| 100 m   | Éliminée en demi finale 12 s 7 |                            | Argent · 12 s 05 |         |         |         |
| 100 y   |                                | Éliminée en série ?        |                  |         |         |         |
| 200 m   | 6e 25 s 7                      |                            | 6e 24 s 72       |         |         |         |
| 220 y   |                                | Bronze · 24 s 7            |                  |         |         |         |

## Records
| Épreuve    | Performance | Lieu      | Date            |
| ---------- | ----------- | --------- | --------------- |
| 100 mètres | 11 s 8      | Helsinki  | 22 juillet 1952 |
| 200 mètres | 24 s 3      | Kimberley | 10 avril 1950   |